# 结烈河
结烈河，位于中华人民共和国黑龙江省北部嘉荫县境内，是黑龙江右岸的一条支流。发源于嘉荫县西南部小兴安岭守虎山，蜿蜒向北流经北沟林场、结源村、守虎山林场、青山乡、嘉荫农场等地，至嘉荫农场沿江村以北4千米处汇入黑龙江。河流全长129千米，河道平均比降2.05‰，流域面积1014平方千米，多年平均流量4.16立方米每秒，年均径流量2.5亿立方米。结烈河上游穿行于深山峡谷，两岸森林密布，设有一处红松母国家级保护区；中游青山乡两岸是著名的黑木耳生产基地；下游嘉荫农场主要种植小麦和大豆。